# Last Samurai
Last Samurai ist ein Historienfilm des US-amerikanischen Regisseurs Edward Zwick aus dem Jahr 2003. Der Film spielt hauptsächlich im Kaiserreich Japan zur Zeit der Aufstände der ehemaligen Bushi zwischen 1868 und 1877; in den Hauptrollen sind Tom Cruise und Ken Watanabe zu sehen.

## Handlung
Der amerikanische Bürgerkriegsheld Hauptmann Nathan Algren ist seit dem großen Indianerfeldzug von General Custer ein von Schuldgefühlen geplagtes Wrack. Nur mit Hilfe des Alkohols kann er die Schreie der von ihm mitermordeten Frauen und Kinder verdrängen. Abgehalftert fristet er sein Dasein als Werbefigur für Winchester Repeating Arms Company, einen Hersteller von Repetiergewehren. Nachdem er diese Arbeit verloren hat, weil er betrunken und lallend vor Kaufinteressenten auf die Einrichtung des Verkaufssaales schießt, erhält er ein lukratives Angebot seines ehemaligen Vorgesetzten Colonel Bagley, unter dem Algren viele Gräueltaten an den Indianern durchführen musste: Algren soll im Auftrag des Unternehmers Ōmura die japanische Armee modernisieren und nach westlichem Vorbild ausbilden, damit diese diejenigen Samurai bekämpfen kann, die sich unter der Führung des Regionalfürsten Katsumoto gegen die modernen Einflüsse der westlichen Welt und gegen die Berater des Kaisers erheben.
Nach Japan begleitet ihn sein ehemaliger Waffengefährte und Ausbilder Sergeant Gant. Algren trifft bei seiner Ankunft auf Simon Graham, der vor Jahren mit der britischen Handelsmission nach Japan kam. Graham führt Algren in die japanische Kultur ein und verschafft ihm einen ersten Überblick über die Natur der Samurai. Während der Ausbildung der unerfahrenen japanischen Soldaten wird Algren immer mehr klar, dass man nichts aus dem Massaker am Little Bighorn gelernt hat: Man nimmt die Bedrohung durch die Samurai nicht ernst, da sie keine Feuerwaffen benutzen und so, wie einst die Indianer, als leicht zu besiegen erscheinen. Nachdem die rebellischen Samurai eine Eisenbahnlinie angegriffen haben, wird die Armee mobilisiert. Algren spricht sich dagegen aus, da die Soldaten noch lange nicht für ein Gefecht bereit seien. Er befiehlt zur Demonstration einem Soldaten, auf ihn zu feuern, und droht ihm mit Erschießung, wenn er es nicht tue. Der Soldat ist so verängstigt, dass er seine Muskete kaum laden, geschweige denn zielsicher feuern kann. Dennoch wird der Abmarsch befohlen.
In einem Wald stellt sich die kaiserliche Armee Katsumotos Truppen. Die Schlacht endet in einer verheerenden Niederlage, in der die kaiserlichen Truppen aufgerieben, Sergeant Gant getötet und Algren selbst schwer verwundet wird. Nachdem er sich nur mit einer Lanze gegen ein Dutzend Samurai gewehrt und einen berühmten Krieger getötet hat, gibt Katsumoto den Befehl, Algren nicht zu töten, sondern gefangen zu nehmen.
Über den Winter, kämpfend mit seiner Abhängigkeit, hält sich Algren nun im japanischen Dorf des Daimyō Katsumoto auf und wird dort von Taka, der Schwester Katsumotos, deren Mann er in der Schlacht getötet hatte, gepflegt. Da er vom Alkohol letztendlich abgehalten wird, plagt er sich mit schweren Entzugserscheinungen. Schließlich ist er jedoch „trocken“ und erholt sich langsam auch von seinen Verletzungen. Katsumoto sucht mit stoischer Ruhe Gespräche mit Algren, da er von ihm lernen möchte. Nach und nach lebt sich Algren in der Gemeinschaft ein. Durch Beobachten und Zuhören eignet er sich die Sprache an und legt sein Alter Ego immer mehr ab. Er beginnt auch, die Philosophie der Samurai zu erlernen, und kann sich somit selbst vergeben, was er in den Indianerkriegen getan hat. Schließlich erlernt er auch die Schwertkampftechnik. Ujio, der ihm anfangs mit massiver Ablehnung begegnete, bildet ihn aus. Mit der Zeit beginnt Algren, die Samurai zu begreifen und zu verstehen. Er beweist letztlich nicht nur eine große Rücksichtnahme, sondern lernt auch deren Lebensweise. Bei einem Ninja-Angriff schließlich rettet Algren Katsumoto und seiner Familie das Leben und gewinnt dadurch den Respekt der Samurai.
Mit Beginn des Frühlings bringt Katsumoto Algren persönlich nach Tokio zurück. Während Algren dort ein neues und weitaus besseres Heer mit modernen Waffen vorfindet, sucht Katsumoto seinen Herren, den Tennō, auf. Trotz seines Widerstandes ist Katsumotos Ehrerbietung gegenüber dem Kaiser äußerst hoch, wie es der Bushidō vorschreibt. Katsumoto kämpft nicht aus persönlichen Motiven, sondern zum Schutz des japanischen Volkes vor zu vielen und zu schnellen Veränderungen. Er will die japanische Kultur erhalten. Doch der Kaiser ist schwach, und der eigentliche Herrscher ist Ōmura, der massiv von den Veränderungen profitiert, da er z. B. die Eisenbahn baut, die die wirtschaftliche Entwicklung in Japan enorm beschleunigen würde. Ōmura möchte den Anführer der Samurai aus dem Weg räumen und plant seine Ermordung. Dies kann Algren jedoch verhindern. Mit Grahams Hilfe verschafft er sich Zutritt zu Katsumoto, befreit ihn und überredet ihn zur Flucht. Allerdings findet Nobutada, Katsumotos Sohn, dabei den Tod.
Algren schließt sich nun endgültig den Samurai an, zumal er seit seinem Aufenthalt in Katsumotos Dorf auch Taka und deren Söhne lieb gewonnen hat. Gemeinsam bereiten sie sich auf die aussichtslose Entscheidungsschlacht gegen die kaiserlichen Soldaten vor. Nach anfänglichen Erfolgen durch taktisches Geschick fallen die letzten Samurai im Gatling-Gewehr- und Geschützfeuer, nur Algren überlebt schwerverletzt. Er hilft dem ebenfalls schwer verwundeten Katsumoto, Seppuku zu begehen. Der Mut der Samurai beeindruckt die überlebenden Soldaten so sehr, dass sie alle ehrfürchtig niederknien, um die Toten zu ehren.
Algren begibt sich später zu dem jungen Kaiser Mutsuhito, macht ihm Katsumotos Schwert zum Geschenk und kann ihn überzeugen, seinem Berater Ōmura entgegenzutreten sowie ein bereits ausgehandeltes exklusives Waffen-Handelsabkommen mit den Vereinigten Staaten in letzter Sekunde abzusagen. Graham, dem Algren seine Tagebücher übergeben hatte, um daraus ein Buch zu machen, berichtet, Algrens weiteres Schicksal nach der Audienz sei nicht bekannt und man vermute, dass er entweder seinen im Kampf erlittenen Verwundungen erlegen oder in sein Heimatland zurückgekehrt sei. Die Schlusssequenz zeigt, dass Algren zu Taka in das Dorf der Samurai zurückkehrt, wie es sich Graham in seiner Phantasie ausmalt.

## Entstehung und Veröffentlichung
| Figur                   | Darsteller       | Deutscher Sprecher    |
| ----------------------- | ---------------- | --------------------- |
| Nathan Algren           | Tom Cruise       | Patrick Winczewski    |
| Katsumoto               | Ken Watanabe     | Tōru Tanabe           |
| Botschafter Swanbeck    | Scott Wilson     | Hans-Werner Bussinger |
| Colonel Bagley          | Tony Goldwyn     | Benjamin Völz         |
| Simon Graham            | Timothy Spall    | Roland Hemmo          |
| Winchester-Repräsentant | William Atherton | Helmut Gauß           |
| Zebulon Gant            | Billy Connolly   | Bernd Schramm         |

Tom Cruise wurde nach Aussage von Hiroyuki Sanada beim Drehen der Szene nach der ersten Schlacht (die mit der dargestellten Niederlage der kaiserlichen Armee endete) beinahe von Sanada verletzt, als sich ein hydraulisches Pferd mit Tom Cruise nicht absenkte. Hiroyuki Sanada konnte den Schwerthieb kurz vor dem Hals abstoppen. Ein Sicherungssystem, das dafür sorgen sollte, dass Hiroyuki Sanadas Schwertschlag Cruise nicht verletzen würde, versagte und blockierte den wuchtig ausgeführten Hieb nicht. Nur durch Sanadas Fähigkeiten und Reflexe, die er sich durch jahrelanges Schwert- und Kampftraining angeeignet hatte, wurde Schlimmeres verhindert.
Einem Budget von 140 Millionen US-Dollar stand ein Einspielergebnis von insgesamt ca. 457 Millionen US-Dollar gegenüber, davon etwa 76 Prozent im Ausland. In Deutschland lief die Free-TV-Premiere am 8. Oktober 2006 auf ProSieben. Diese verfolgten insgesamt 4,08 Millionen Zuschauer bei 13,4 Prozent Marktanteil, in der werberelevanten Zielgruppe waren es 2,89 Millionen bei 21,4 Prozent Marktanteil. Die deutsche Synchronbearbeitung fertigte die Firma Interopa Film Berlin an. Das Dialogbuch verfasste Alexander Löwe.

## Kritiken
Der US-amerikanische Aggregator Rotten Tomatoes erfasste mehrheitlich wohlwollende Kritiken und ordnet den Film als „Frisch“ ein. Dessen Konkurrent Metacritic ermittelte aus den vorliegenden Filmbesprechungen im Mittel nur eine „Gemischte oder Durchschnittliche“ Bewertung. Demgegenüber beurteilten Kinobesucher den Film gemäß CinemaScore mit „A“ entsprechend Schulnote 1.
Der Kritiker Rüdiger Suchsland bewertete den Film für das Lexikon des internationalen Films und war davon sehr angetan. Er schrieb: „Exzellentes Unterhaltungskino mit traumhaften Bildern. Die vielschichtige Geschichte ist geprägt von Offenheit und Sympathie für eine fremde Kultur und prangert zugleich – wenn auch mit den sanften Mitteln Hollywoods – die eigenen Verbrechen an.– Sehenswert ab 16.“ Es sei ein Film, der sein „Thema ernst“ nehme, „und im Rahmen seiner Möglichkeiten differenziert und variantenreich mit ihm umgehe – mehr als bloße Unterhaltung“. […] „Stilistisch“ biete der Film „atemberaubendes Kino; in den besten Momenten verschmelzen Kurosawa-Bilder mit einem Old-School-Studiostil“. […] Kameramann John Toll gelängen „hochemotionale, bewegende Bilder, bezwingend im Wechsel zwischen Ruhe und Dynamik – gutes Kino eben“.
In der Süddeutschen Zeitung befasste sich Fritz Göttler mit dem Film und meinte, Tom Cruise spiele mit „ziemlich starker, ein wenig überzogener Hingabe den versoffenen Versager – ein gefundenes Fressen für ambitionierte Hollywoodianer“. Weiter führte der Kritiker aus: „Es ist schön, in diesem Film Menschen im Kampf agieren zu sehen, in einer wirklichen Konzentration und Selbstbeherrschung, nicht immer nur gezwungen, zu hampeln im hektischen Hinundher der Effekte – man wird daran erinnert, was das Wort Bedachtsamkeit einst fürs Actionkino bedeutet [hat]“
Der Kritiker Roger Ebert zollte dem Film mit folgenden Worten Respekt: „Schön entworfen, intelligent geschrieben, mit Hingabe gespielt, das ist ein selten tiefgründiges Epos. […] Das Produktionsdesign, das Set und die Kostüme sind beachtlich […]“ Weiterhin lobte Ebert die beiden Hauptdarsteller und auch die Nebenrollen (und somit das Casting). Allerdings hätte er sich ein weniger geschmäcklerisches Ende gewünscht. Ebert erinnerte in diesem Zusammenhang an die Filme Der mit dem Wolf tanzt und Lawrence von Arabien.
Steve Crum vom Kansas City Kansan dachte beim Anblick von Ken Watanabe sogar an Yul Brynner, gemeint ist wohl Der König und ich (1956). Manohla Dargis wandte am 5. Dezember 2003 in der Los Angeles Times ein, das Schicksal der Samurai mit dem der amerikanischen Ureinwohner vergleichen zu wollen, wäre, „gelinde gesagt, idiotisch“.
Mikael Carlsson stellte bei Music from the Movies auf die Filmmusik ab und schrieb: „‚Safe Passage‘ ist ein unglaubliches Stück […] Ich frage mich wirklich, ob die Bilder gegen so eine starke Musik bestehen können […] Hans Zimmers bester Score seit vielen, vielen Jahren […]“

## Faktentreue
Den historischem Hintergrund des Films bildet die Satsuma-Rebellion im Jahre 1877, wobei dort von beiden Seiten moderne Schusswaffen verwendet wurden. Einige Elemente der Figur des Nathan Algren sind wohl von dem ehemaligen französischen Militärberater Jules Brunet abgeleitet, der während des Boshin-Kriegs im Jahr 1869 der zweithöchste Offizier der Shogunatstruppen in ihrem letzten Kampf gegen die Kaiserliche Armee des Kaisers Meiji gewesen war.
Die Figur des Katsumoto findet sich wieder in Saigō Takamori, die Figur des Ōmura in Ōkubo Toshimichi. In beiden Fällen sind die Filmfiguren relativ nahe (im Falle von Omura sogar optisch) an ihren Vorbildern orientiert, welche maßgeblich an der Satsuma-Rebellion beteiligt waren. Die im Film gezeigte letzte Schlacht entspricht der Schlacht von Shiroyama am 24. September 1877, in welcher auch Saigō Takamori infolge von Verletzungen den Tod fand.
Der Film enthält trotz der engen Zusammenarbeit mit Japan etliche Fehler in Bezug auf die Sitten und Gebräuche Japans im 19. Jahrhundert.
Viele der Kampfeinlagen zeigen nicht die Schwertkunst, die damals gebräuchlich war. Auch wird oft auf das Abschütteln des Blutes von den Schwertern verzichtet – bei den wertvollen Klingen der Samurai eine besonders wichtige und ritualisierte Schutzmaßnahme, damit die Klingen nicht rosten. Ebenso passt das metallische Geräusch des Schwertziehens nicht zu den damals üblichen Holzscheiden, sondern eher zu den Militärschwertern des 20. Jahrhunderts, die mit Metallscheiden ausgestattet waren.
Die im Film gezeigten Ninja entsprechen einem hollywoodtypischen Klischee; die von ihnen getragenen schwarzen Anzüge und Ninjatō haben keine historische Grundlage.
Anders als im Film dargestellt, verlor ein Samurai nicht seine Ehre, falls er eine Schusswaffe im Kampf nutzte. Viele Samurai-Verbände bedienten sich der Muskete als Distanzwaffe. Allerdings ist anzunehmen, dass die Samurai den „ehrenvollen“ Nahkampf vorzogen. Die Musketen, die sie Mitte des 16. Jahrhunderts durch europäische Seefahrer kennen und nutzen lernten, wurden von den Samurai zwar anfangs weiterentwickelt (Tanegashima-Arkebuse), nach der Einigung des Landes zu Beginn des 17. Jahrhunderts wurde eine weitere Entwicklung jedoch aufgegeben. Noch im 19. Jahrhundert wurden daher Vorderladermodelle verwendet, die mit einer Lunte abgefeuert wurden. Zur damaligen Zeit waren allerdings bereits Steinschlösser bzw. Repetierkarabiner und Trommelrevolver weit verbreitet.
Im Film werden die Motive der aufständischen Samurai als Kampf gegen die Verwestlichung ihres Landes idealisiert. Tatsächlich kämpften aber viele von ihnen vor allem gegen die Aufhebung des Stände-Systems und den Verlust ihrer Privilegien. Zur Zeit der Meiji-Restauration waren die Samurai mit ihren veralteten Taktiken und Ausrüstungen militärisch weitgehend bedeutungslos geworden. Letztlich trugen die Reformen der Meiji-Zeit entscheidend zu Japans Aufstieg als Großmacht bei.

## Auszeichnungen
Die IMDb hat am 16. Mai 2008 15 Preise und 43 Nominierungen verzeichnet, darunter:
- 4 Oscar-Nominierungen 2004 in den Kategorien Bester Nebendarsteller (Ken Watanabe), Bestes Szenenbild (Lilly Kilvert und Gretchen Rau), Bestes Kostümdesign (Ngila Dickson) und Bester Ton (Andy Nelson, Anna Behlmer und Jeff Wexler)
- 3 Golden-Globe-Nominierungen für Tom Cruise, Ken Watanabe und Hans Zimmer
- National Board of Review Award für die beste Regie